# Ludwig Buchhorn

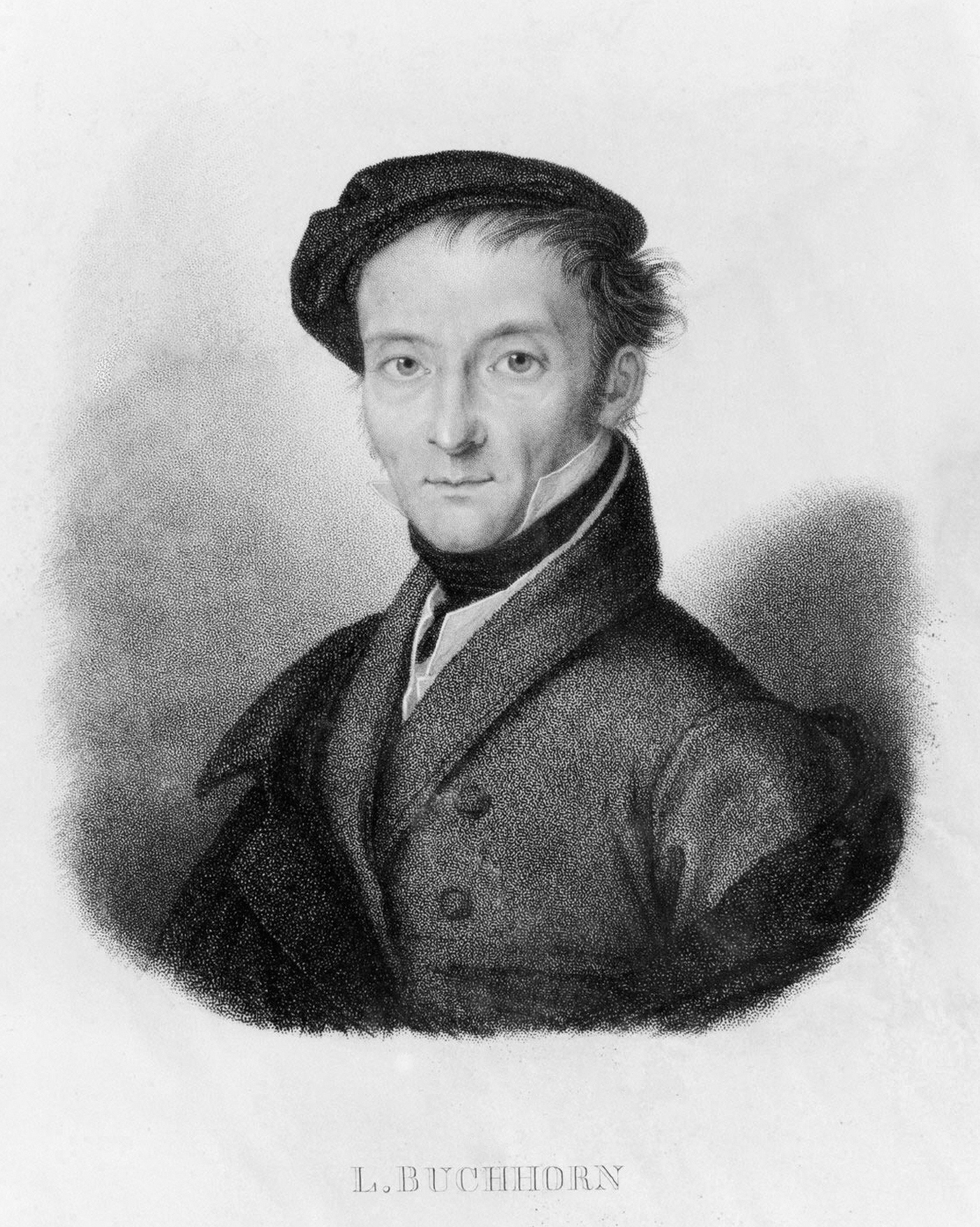
Ludwig Buchhorn (Auguste Hüssener nach Emma Mathieu, zirka 1835)

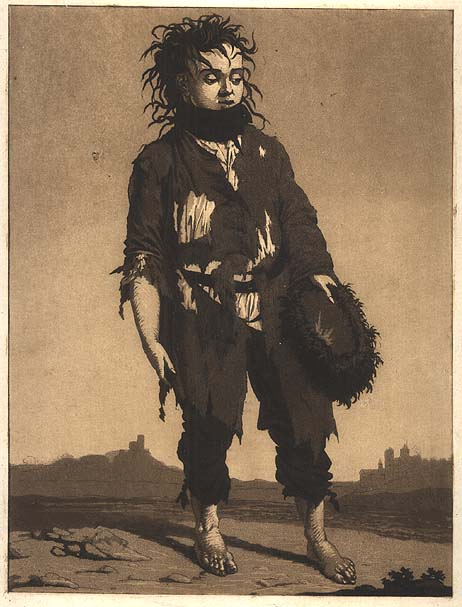
Ludwig Buchhorn: Radierung aus der Serie Die Betteljugend

Karl Ludwig Bernhard Christian Buchhorn (* 18. April 1770 in Halberstadt (Landkreis Harz, Sachsen-Anhalt); † 13. November 1856 in Berlin) war ein deutscher Maler und Graphiker.

## Leben
Seine Mutter verstarb, als er 3 Jahre alt war. Sein Vater musste ihr Haus in Westendorf verkaufen.
Der junge Buchhorn wuchs in das Netzwerk der Aufklärer um Johann Wilhelm Ludwig Gleim hinein.
Zwischen 1790 und 1793 war Ludwig Buchhorn an der Kunstakademie von Berlin und dort u. a. Schüler bei Joseph Darbes (Bildnismalerei) und vor allem Daniel Berger (Kupferstich). Neben Aquatinta und Lithographien übernahm Buchhorn von seinen Dozenten auch die Technik im Crayon-Stils.
1797 bekam Buchhorn eine Anstellung als Zeichner und Kupferstecher an der Chalkographischen Gesellschaft zu Dessau und wirkte dort bis 1803. Danach war er einige Zeit als freischaffender Künstler in Leipzig u. a. auch für den Verleger Johann Friedrich Cotta tätig.
1806 ließ er sich auf Ersuchen von Professor Freidhof wieder in Berlin nieder und arbeitete auch wieder mit der Akademie zusammen. 1811 nahm ihn die Akademie als ordentl. Mitglied auf und berief ihn drei Jahre später als Dozent für Zeichnen und Kupferstich. Im Jahr 1814 gründete Buchhorn zusammen mit einigen Kollegen den Berlinischen Künstler-Verein.
Nach dem Tod seines Lehrers Daniel Berger betraute man Buchhorn 1824 mit der Leitung der Akademischen Kupferstecherschule. 1833 wurde er mit dem Roten Adlerorden 4. Klasse ausgezeichnet. Während seiner Lehrtätigkeit hatte Buchhorn viele Schüler; u. a. sind hier Friedrich Eduard Eichens, Rudolph Hertzberg, Hermann Kramer, Eduard Mandel, Adolph Schroedter, Carl Stiebeler, Wilhelm Devrient, Carl Krüger und Ernst Rietschel zu nennen.
In seinem frühen Werken war das „Abkupfern“ alter Meister ein großer Schwerpunkt seines Schaffens. Beeinflusst durch Franz Krüger und Johann Gottfried Schadow fand Buchhorn aber bald zu einem eigenen Stil und arbeitete in seinen späten Werken immer mehr „nach der Natur“. Buchhorn wurde mit der Zeit, neben Schadow, zu einem der bedeutenderen Zeichnern in Berlin.
Die Maler Johann Carl Kretzschmar, Georg Friedrich Schöner oder Auguste Hüssener (nach Emma Mathieu) porträtierten Buchhorn.
Buchhorn wurde auf dem Jakobifriedhof in Berlin begraben. Die Grabstätte ist nicht mehr erhalten. In seinem Testament vermachte er sein Geld der Heimatstadt, die damit eine Stiftung zur Ausbildung eines talentierten Halberstädter Künstlers in Berlin finanzieren sollte. Des Weiteren sollten 500 Taler den „Stadtarmen“ zukommen.

## Werke (Auswahl)
- Die Betteljugend
- Im Krieg
- Soldaten an der Spree

sowie
- Bildnis von Fürst Leopold III. Friedrich Franz (Anhalt-Dessau)
- Kupferstiche für die Musterbücher von Friedrich Wilhelm von Erdmannsdorff („Architektonische Studien“)
- Porträts von Königin Luise von Preußen, Ferdinand von Schill, Ernst Moritz Arndt, August Neidhardt von Gneisenau, Jérôme Bonaparte (Bruder Napoleons)
- zwischen 1822 und 1842 circa 30 Gemälde
- Den Bettlern gewidmete Werk-Serien, wo er sich am weitesten von Vorlagen entfernte und am kreativsten wurde[1]